# Andrzej Szajda
Andrzej Szajda (ur. 30 maja 1949) – polski lekkoatleta specjalizujący się w rzucie oszczepem.
Mistrz Europy juniorów z 1968 roku. Reprezentował barwy Olimpii Grudziądz. Rekord życiowy: 72,10 (29 lipca 1973, Grudziądz).